# Taenioides nigrimarginatus
Taenioides nigrimarginatus és una espècie de peix de la família dels gòbids i de l'ordre dels perciformes.

## Morfologia
- Els mascles poden assolir 23 cm de longitud total.[4][5]

## Alimentació
Menja petits crustacis i d'altres invertebrats.

## Hàbitat
És un peix de clima tropical i demersal.

## Distribució geogràfica
Es troba a Àsia: la península de Malaca i el delta del riu Mekong.

## Observacions
És inofensiu per als humans.